# واي فوروارد
واي فوروارد (بالإنجليزية: WayForward)‏، هي شركة أمريكية مستقلة لإنتاج وتطوير ونشر ألعاب الفيديو، تأسست سنة 1990، وتقع مقرها في فالنسيا، سانتا كلاريتا بولاية كاليفورنيا الأمريكية.